# Miroslav Opsenica
Miroslav Opsenica (serb. Мирослав Опсеница, ur. 2 listopada 1981 w Gospiciu, zm. 25 maja 2011 w Belgradzie) – serbski piłkarz występujący na pozycji pomocnika.

## Kariera klubowa
Grę w piłkę nożną rozpoczął w NK Partizan Titova Korenica, skąd przeniósł się do akademii FK Radnički Sombor. W latach 2000–2006 grał Mladost Apatin, a następnie przez pół roku był zawodnikiem FK Vojvodina, który opuścił z powodu niewypłacalności klubu. Od lutego 2007 roku był piłkarzem ŁKS Łódź prowadzonego przez Marka Chojnackiego. Zadebiutował 6 marca 2007 w meczu z Wisłą Płock (3:1) w Pucharze Ekstraklasy. 10 marca zaliczył pierwszy występ w Ekstraklasie w spotkaniu przeciwko Górnikowi Łęczna (1:0), w którym strzelił bramkę. W polskiej lidze łącznie rozegrał 20 meczów i zdobył 1 gola. W styczniu 2010 roku uzyskał od FIFA nakaz wypłaty przez ŁKS należnych mu 183 tys. zł. Następnie kontynuował karierę w FK Radnički Sombor, skąd wypożyczono go do RFK Novi Sad oraz w FK Kolubara.

## Życie prywatne
Urodził się 2 listopada 1981 w serbskiej rodzinie w Gospiciu na terenie dzisiejszej Chorwacji. Wychował się w Titovej Korenicy. W 1995 roku jego rodzina z powodu wojny chorwacko-bośniackiej i związanej z nią napięć etnicznych przeniosła się do Bačkiego Gračacu. Opsenica dokończył tam szkołę podstawową, a następnie ukończył liceum sportowe w Somborze. Był żonaty z Jasminą, z którą miał syna Nikolę.

## Okoliczności śmierci
W nocy z 20 na 21 maja 2011, Opsenica, asystent trenera FK Kolubara i kapitan sekcji futsalowej tego klubu Predrag Ranković wyruszyli autem na mecz ligowy z Napredakiem Kruševac. Wkrótce po wyjeździe ich samochód zjechał z drogi i rozbił się opodal wsi Šopić. Opsenica zapadł w śpiączkę i został przewieziony na oddział intensywnej terapii w Belgradzie. Rankiem 25 maja, nie odzyskawszy przytomności, zmarł w wyniku odniesionych obrażeń. Pochowano go na cmentarzu w Bačkim Gračacu.